# أوتو فان فيين
أوتو فان فيين هو رسام هولندي وبلجيكي، ولد في 1556 في لايدن في هولندا، وتوفي في 6 مايو 1629 في بروكسل في بلجيكا.

## وصلات خارجية
- أوتو فان فيين على موقع الموسوعة البريطانية (الإنجليزية)